# Gara de Sud (Chișinău)

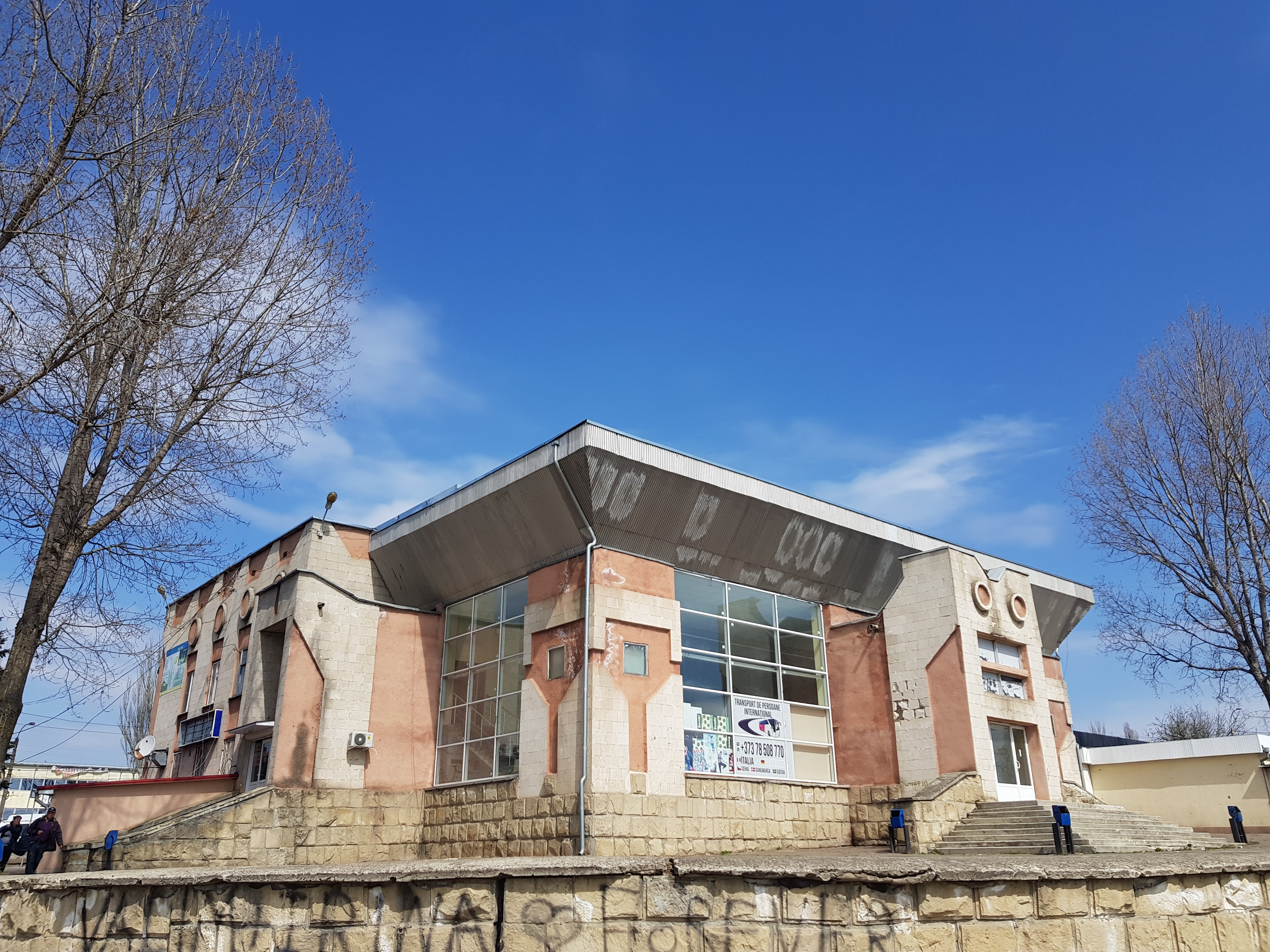
Gara de Sud (Chișinău)

Gara de Sud din Chișinău este una din cele trei autogări din municipiul Chișinău, situată în extremitatea sud-vestică a sectorului Centru al capitalei, pe strada Șoseaua Hîncești, 145. Autogara deservește atât traficul intern de pasageri din Republica Moldova, cât și o serie de destinații internaționale (România, Bulgaria, Grecia, Germania, Ucraina, etc.). 

## Istoric
Gara de Sud a fost construită pe autostrada Kotovski (actuala șosea Hîncești) în 1982, la marginea a sudică a orașului. În acea perioadă, apăruse necesitatea micșorării traficului de pasageri în Gara centrală, drept rezultat spre Gara de Sud au fost transferate majoritatea rutelor către localitățile din sudul Moldovei, precum și spre unele orașe din sudul Ucrainei (Vâlcov, Reni, Ismail, etc.).
În anii 2000, la Gara de Sud au fost transferate un număr important de rute internaționale (Europa de Sud și de Vest).

## Vezi și
- Gara centrală (Chișinău)
- Gara de Nord (Chișinău)

## Legături externe
- Site oficial